# Nidoran♀
Nidoran♀ (japanski: ニドラン♀ Nidoran♀) jedan je od 1025 fiktivnih vrsta Pokémona iz medijske franšize Pokémon, skupa Pokémon videoigara, animiranih serija, manga stripova, knjiga, igraćih karata i drugih medija kojima je tvorac Satoshi Tajiri. Svrha je Nidoran♀ u videoigrama, animiranoj seriji i manga stripovima, kao i svrha ostalih Pokémona, borba s divljim Pokémonima – neukroćenim stvorenjima koje igrači i likovi pronalaze dok kreću na razne avanture – i pripitomljenim Pokémonima drugih Pokémon trenera.

## Etimologijaimena
Ime Nidoran♀ vjerojatno se temelji na engleskoj riječi "needle" = bodlja, istovremeno se odnoseći na njenu Pokémon sposobnost. S druge strane, moglo bi se temeljiti na 二 ni, dva, ili pak 二度 nido, dvaput/dva stupnja, odnoseći se na slične karakteristike evolucijskih lanaca obaju spola Nidorana. Također je moguće da se temelji na riječi "cnidocyte", otrovne stanice koju sadržavaju životinje poput meduza. Znak ♀ ukazuje na njen ženski spol.

## Pokédex podaci
- Pokémon Red i Blue: Unatoč veličini, otrovne bodlje ovog Pokémona čine veoma opasnim. Ženka ove vrste ima manje rogove.
- Pokémon Yellow: Nježan Pokémon koji se ne voli boriti. Valja se čuvati malenih rogova koji luče otrov.
- Pokémon Gold: Otrov skriven u njenom malenom rogu iznimno je snažan. Čak i mala ogrebotina može se pokazati fatalnom.
- Pokémon Silver: Iako nije pretjerano borbena, izmučit će svoje protivnike otrovnim bodljama ako je na ikakav način izazvana.
- Pokémon Crystal: Malena i veoma nježna, štiti se malenim, otrovnim rogom ako je napadnuta.
- Pokémon Ruby/Sapphire: Nidoran ima malene izrasline koje luče snažan otrov. Smatra se da su razvijene kako bi pružile zaštitu Pokémonu ovako malenog tijela. Kada je bijesna, luči nevjerojatno snažan otrov iz svog roga.
- Pokémon Emerald: Nidoran ima malene izrasline koje luče snažan otrov. Smatra se da su razvijene kako bi pružile zaštitu Pokémonu ovako malenog tijela. Kada je bijesna, luči nevjerojatno snažan otrov iz svog roga.
- Pokémon FireRed: Unatoč veličini, valja se odnositi prema njoj s oprezom zbog velike moći njenih otrovnih bodlji. Ženka ove vrste ima manje rogove.
- Pokémon LeafGreen: Unatoč veličini, otrovne bodlje ovog Pokémona čine veoma opasnim. Ženka ove vrste ima manje rogove.
- Pokémon Diamond/Pearl/Platinum: Iako se ne voli boriti, jedna kap otrova koju luči njen rog može biti smrtonosna.

## U videoigrama
Nidoran♀ je prisutna u igrama prve i druge generacije. U igrama Pokémon Red i Blue, prisutna je na Stazi 22 i Safari zoni, dok je u igri Pokémon Yellow prisutna na Stazama 2, 9, 10, 22 i Safari zoni. U igrama Pokémon Gold i Silver prisutna je na Stazama 35 i 36, dok je u igri Pokémon Crystal dostupna na Stazi 35 te u Nacionalnom parku. 
U igrama Pokémon FireRed i LeafGreen, igrač ju može pronaći na Stazi 3 i Safari zoni. U igrama četvrte generacije, igrač ju može pronaći na Stazi 201, no samo uz pomoć Poké radara.
Nidoran♀ je sposobna razviti se u Nidorinu nakon dostizanja 16. razine, koja se kasnije uz pomoć Mjesečevog kamena može razviti u Nidoqueen, završni oblik ovog evolucijskog lanca. Nidoran♀ prvi je Pokémon koji je ukazivao na isključiv spol samog Pokémona, kao i razlike među spolovima iste vrste. Ipak, unatoč dodatku razlike spolova u drugoj generaciji igara, varijacije Nidorana ostale su dvije različite vrste, a ne jedinstvena vrsta koja se razdvaja u evolucijskim lancima ovisno o spolu.

## Tehnike
| Prirodne tehnike                 | Prirodne tehnike | Prirodne tehnike |
| -------------------------------- | ---------------- | ---------------- |
| Tehnika                          | Vrsta tehnike    | Razina           |
| Režanje (Growl)                  | Normalni         |                  |
| Grebanje (Scratch)               | Normalni         |                  |
| Zamah repom (Tail Whip)          | Normalni         | 7                |
| Dvostruki udarac (Double Kick)   | Borbeni          | 9                |
| Otrovna bodlja (Poison Sting)    | Otrovni          | 13               |
| Bijesno udaranje (Fury Swipes)   | Normalni         | 19               |
| Ugriz (Bite)                     | Mračni           | 21               |
| Prijateljska ruka (Helping Hand) | Normalni         | 25               |
| Otrovni šiljci (Toxic Spikes)    | Otrovni          | 31               |
| Laskanje (Flatter)               | Mračni           | 33               |
| Drobljenje (Crunch)              | Mračni           | 37               |
| Očaravanje (Captivate)           | Normalni         | 43               |
| Otrovni očnjak (Poison Fang)     | Otrovni          | 45               |

## Statistike
| HP:      | 55 |  |
| Attack:  | 47 |  |
| Defense: | 52 |  |
| Special: | 40 |  |
| SpAtk:   | 40 |  |
| SpDef:   | 40 |  |
| Speed:   | 41 |  |

Statistika Special korištena je samo tijekom prve generacije; kasnije je podijeljenja na Special Attack i Special Defense statistike.

## U animiranoj seriji
Nidoran♀ prvi se puta pojavila u epizodi Sparks Fly for Magnemite kao bolestan Pokémon u Pokémon centru.
Romantična veza između mužjaka i ženke Nidorana bilo je središte radnje epizode Wherefore Art Thou, Pokémon?. Nakon borbe s Timom Raketa, te nakon poljupca s Nidoranom♂, Nidoran♀ razvila se u Nidorinu.